# Adi Roche
Adi Roche, född 1955 i Clonmel, Tipperary, Irland, är en förespråkare för fred, humanitärt bistånd och utbildning och har hjälpt traumatiserade barn från Tjernobylolyckan, vilken ägde rum år 1986.
Hon är verkställande direktör för den irländska välgörenhetsorganisationen Chernobyl Children International.